# كارول شاورمان
كارول شاورمان (بالهولندية: Carol Schuurman)‏ هو لاعب كرة قدم هولندي، ولد في 17 أغسطس 1934 في لاهاي في هولندا، وتوفي بنفس المكان في 3 أبريل 2009. شارك مع منتخب هولندا لكرة القدم.